# Ernest Henry (natation)
Ernest Henry (né le 13 mai 1904 et décédé le 3 juin 1998) est un nageur australien.
Engagé sur le 100 mètres nage libre messieurs aux Jeux olympiques de 1924, il se qualifie pour les demi-finales avec un temps de 1 min 3 s 8, il ne va pas en finale, malgré son 1 min 3 s qui le place en 6e position quand seuls les 5 premiers sont qualifiés. Avec le relais australien 4 × 200 mètres nage libre, il monte sur la deuxième marche du podium.

## Jeux olympiques
- Jeux olympiques de 1924 à Paris 
  -  Médaille d'argent en relais 4 × 200 mètres nage libre

## Sources
- A. Avé (dir.), Les Jeux de la VIIIe Olympiade Paris 1924 : Rapport officiel, Paris, La Librairie de France, 1924, 852 p.